# Balatonkeresztúri rétek
Balatonkeresztúri rétek este o arie protejată (arie specială de conservare — SAC, sit de importanță comunitară — SCI) din Ungaria întinsă pe o suprafață de 588,65 ha, integral pe uscat.

## Localizare
Centrul sitului Balatonkeresztúri rétek este situat la coordonatele 46°41′29″N 17°25′06″E / 46.691389°N 17.418333°E.

## Înființare
Situl Balatonkeresztúri rétek a fost declarat sit de importanță comunitară în mai 2004 pentru a proteja 1 specie de plante și 7 specii de animale. Situl a fost protejat și ca arie specială de conservare în februarie 2010.

## Biodiversitate
Situată în ecoregiunea panonică, aria protejată conține 3 habitate naturale: Pajiști aluvionare inundabile, de Cnidion dubii, Mlaștini alcaline, Mlaștini calcaroase cu Cladium mariscus și specii de Caricion davallianae.
La baza desemnării sitului se află mai multe specii protejate:
- plante (1): Cirsium brachycephalum
- amfibieni (1): buhai de baltă cu burta roșie (Bombina bombina)
- nevertebrate (6): Cucujus cinnaberinus, Euplagia quadripunctaria, rădașcă (Lucanus cervus), fluturele purpuriu (Lycaena dispar), gândacul de apă (Rhysodes sulcatus), Vertigo angustior